# Mario Di Pinto
Mario Di Pinto  (* 1925 in Tarent; † 2005 in Neapel) war ein italienischer Romanist, Hispanist und Dichter.

## Leben und Werk
Di Pinto studierte in Neapel bei Salvatore Battaglia. Er war von 1961 bis 1995 Professor für Hispanistik an der Universität Neapel. Vier Jahre vor seinem Tod publizierte er einen Gedichtband.

## Werke
- Due contrasti d’amore nella Spagna medievale. «Razón de amor» e «Elena y María», Pisa 1959
- Introduzione all'illuminismo spagnolo, Neapel 1962
- Studi su la cultura spagnola nel Settecento, Neapel 1964 (205 Seiten)
- Studi su la crisi della cultura spagnola nel Settecento, Neapel 1964 (231 Seiten)
- Introduzione allo studio della poesia spagnola contemporanea, Neapel 1966
- (mit Rosa Rossi) La letteratura spagnola. Dal Settecento a oggi, Florenz/Mailand 1974; 10. Auflage, Mailand 2006

### Dichtung
- Il prigioniero, Neapel 2001

### Herausgeber- und Übersetzertätigkeit (Auswahl)
- Ángel Crespo (1926–1995), Poesie, Caltanissetta/Rom 1964
- Gabriel Celaya, Poesie, Mailand 1964
- (Hrsg.) I Borbone di Napoli e i Borbone di Spagna. Un bilancio storiografico. Convegno internazionale organizzato dal Centro di studi italo-spagnoli, Napoli, 4-7 aprile 1981, 2 Bde., Neapel 1985
- Luciano Francisco Comella (1751–1812), La Jacoba, Abano Terme 1990
- Garcilaso de la Vega, Le Egloghe, Turin 1992
- Luis de León, I nomi di Cristo,  Turin 1997
- Garcilaso de la Vega, Poesie complete. I. Le liriche, Neapel 2004